# Neoitamus hardyi
Neoitamus hardyi là một loài ruồi trong họ Asilidae. Neoitamus hardyi được Bromley miêu tả năm 1938. Loài này phân bố ở vùng Tân Bắc giới.